# سيدي بيبي
سيدي بيبي    بلدة مغربية ومركز جماعة سيدي بيبي القروية في إقليم هشتوكة أيت بها بجهة سوس ماسة في المغرب. يقع مركز الجماعة على الطريق الوطنية رقم 1 بين أكادير وتزنيت. وتضم 39 042 نسمة، حسب الإحصاء العام للسكان والسكنى لسنة 2014. وهي مشهورة بالمقاهي الشعبية التي تقدم وجبات الطاجِن وبشاطئ تفنيت.
أخذت البلدةُ اسمَ فقيه ورجل صالح يدعى أحمد بابا ولد محمد بن عبد الله السِّباعي، كان يدرّس في قبيلة هشتوكة السوسية، واشتهر عند أهل سوس بسيدي بيبي.

## السياسة والإدارة
في سنة 2018، ارتقت القيادة إلى باشوية، وإحداث باشوية سيدي بيبي.
تنتمي دواوير الجماعة لثلاث مشيخات، ومن بين الدواوير: دوار أيت ميمون، ودوار البرج حمدان، ودوار تكاض، ودوار ابن كمود، ودوار درايد، ودوار تدارت، ودوار حاسي البقر.

## المجتمع
قائمة المؤسسات التعليمية في جماعة سيدي بيبي:
التعليم الإعدادي والثانوي
- إعدادية عبد الله الشفشاوني
- إعدادية العربي الشابي
- إعدادية 20 غشت
- ثانوية سيدي الحاج الحبيب
- ثانوية سوس العالمة

التعليم الخصوصي
- مؤسسة أريج المعرفة

## الاقتصاد

### الصيد البحري
تقع تفنيت إداريا ضمن نفوذ جماعة سيدي بيبي، وتشتهر تفنيت بشاطئها، وأيضا بمساهمتها اقتصاديا في توفير فرص الشغل في قطاع الصيد البحري.